# 128-ма гвардійська гірськострілецька дивізія (СРСР)
128-ма гвардійська гірськострілецька Туркестанська дивізія (128 гв. ГСД) — військове з'єднання Червоної армії, яке існувало у 1922—1956 роках.
Веде свою історію від Туркестанських стрілецьких полків Російської імператорської армії, окремі з яких були засновані ще в XVIII ст. Офіційною датою заснування вважається 12 липня 1922 року, того дня був виданий наказ, згідно з яким 1-ша Туркестанська стрілецька бригада була розгорнута в 1-шу Туркестанську стрілецьку дивізію. Дивізія отримала статус гвардійської під час Другої світової війни, вона визволяла Крим, Закарпаття, Чехословаччину. Брала участь у вторгненні радянських військ до Угорщини в 1956.
У 1956 році дивізія була переформована у 128-му гвардійську мотострілецьку дивізію.

## Історія

### Доба Російської імперії
Час підкорення Російською імперією середньоазійських земель відзначився великою кількістю військових конфліктів та війн, змальованих пензлем В. В. Верещагіна. Для боротьби у складних, вірніше, незвичних для тодішньої російської імператорської армії (РІА) кліматичних умовах формуються особливі військові частини. Згідно з даними сучасного українського історика Я. Тинченка ще розпорядженням від 19 квітня 1769 р. було створено перші чотири Оренбурзькі батальйони, призначені для захисту середньоазійських кордонів імперії. Вони формувалися з гарнізону Казані, тому отримали «казанське» старшинство з 1711 р. Через два роки починається формування спеціальних прикордонних батальйонів Оренбурзької лінії. Вони отримали козацькі назви Верхньо-Яїцький, Звіроголовський, Кизилівський та Кизлярський. Ці підрозділи поступово перетворюють на Оренбурзькі лінійні батальйони (ОЛБ).
Цікаво, що в 3-й роті 5-го Оренбурзького лінійного батальйону (створений у 1837 р. з колишнього Верхньо-Яїцького) починав свою військову службу Тарас Шевченко. Пізніше Тарас Григорович служив у 1-му і 4-му ОЛБ. Згодом з цих батальйонів було сформовано Туркестанські стрілецькі батальйони РІА. У 1910 р. Туркестанські та деякі інші (Закаспійські, Західно-Сибірські тощо) стрілецькі батальйони було переформовано з включенням резервних піхотних батальйонів та місцевих команд у 22 Туркестанські стрілецькі полки РІА.

### Революційна доба
30 квітня 1918 р. було створено Туркестанську автономну республіку, а вже 4 травня — відновлено Середньоазіатський військовий округ (у РІА був створений 1874 р.). Весною 1918 р. нова комуністична влада спробувала створити на основі Туркестанських стрілецьких полків нові підрозділи — вже Робітничо-Селянської Червоної Армії (РСЧА). Наприклад, 3-й Туркестанський стрілецький полк РСЧА був сформований у 1918 р. в Ташкенті з решток 1-ї Туркестанської стрілецької дивізії (сд) РІА. Ця дивізія воювала під час Першої світової війни на території сучасної України у складі Південно-Західного фронту проти німецьких та австро-угорських військ. В ній служив начальником кулеметної команди 2-го Туркестанського стрілецького полку поручик Євген Маланюк, (згодом видатний український поет та публіцист, яскравий представник т. зв. «празької школи»). Начальником штабу 1-ї Туркестанської сд у 1917 р. був полковник генштабу РІА Євген Мишковський, згодом — генерал-хорунжий Дієвої Армії (ДА) УНР (загинув у бою з більшовиками під Чорним Островом у червні 1920 р.). Командиром роти кінної розвідки 1-го стрілецького полку 1-ї Туркестанської дивізії 1-го Туркестанського корпусу в 1916 р. був Яків Гальчевський, який згодом став командиром 61-го полку ім. Симона Петлюри ДА УНР і повстанським отаманом.
Згідно з директивою Головного Командування (ГК) РСЧА № 3986/оп від 25 серпня 1919 р. в підпорядкування командувача Туркестанським фронтом (створений за директивою ГК № 1165/ш від 11 серпня 1919 р.) передавалися усі місцеві формування, що діяли на території Туркестану. Згідно з наказом від 26 жовтня 1919 р. у Самарі та Оренбурзі почалося формування 1-ї Туркестанської та 2-ї Мусульманської радянських стрілецьких дивізій. Однак ці підрозділи були нечисельними та небоєздатними, тому незабаром з'являється наказ про формування нових з'єднань. 22 листопада 1919 р. командувач Туркестанським фронтом М. Фрунзе видав у Самарі наказ № 11 про перетворення, зокрема, групи військ Закаспійського фронту Туркестанської Радянської Федеративної Республіки (ТРФР) на 1-шу Туркестанську стрілецьку дивізію. Штаб Закаспійського фронту (м. Полторацьк — сучасний Ашгабат/Ашхабат, Туркменістан) став тимчасовим управлінням дивізії — до прибуття з Самари штатного управління, що саме формувалося (наказ військам Туркфронту № 81 від 01.12.1919 р.).
Цю та інші дивізії формували безпосередньо на фронті з вояків вже наявних частин. Так, до 1-ї Туркестанської сд увійшли рештки 5-ї Ашхабадської Туркестанської дивізії та 5-го (Самарканд), 7-го (Чарджоу), 12-го (Самарканд) Туркестанських стрілецьких полків колишньої РІА. 2-га Туркестанська (на початку іменувалась Ферганською окремою) сд була сформована на Ферганському фронті з вояків 1-ї Ташкентської дивізії, 7-го та 8-го Туркестанських стрілецьких полків РІА. 20 грудня того ж року було створено також 3-тю Туркестанську стрілецьку дивізію РСЧА з підрозділів, що раніше входили до складу Семиріченського Північного фронту ТРФР.
З листопада 1919 р. по лютий 1920 р. дивізія воювала з білогвардійцями на красноводському напрямі, звільняла м. Красноводськ (сучасний Туркменбаші) та острів Челекен. 1 лютого 1920 р. бійці 1-ї Туркестанської сд вступили до м. Хіва — столиці Хівинського ханства. Відтак вона ліквідовує басмацькі загони Джунаід-хана. 29 серпня — 2 вересня 1920 р. дивізія бере участь у Бухарській операції (штурм Старої Бухари).
У травні-вересні 1921 р. зі складу трьох Туркестанських стрілецьких дивізій було відокремлено (сформовано) дві окремі Туркестанські стрілецькі бригади. Так, згідно з наказом військам Туркфронту № 1144/581 від 18.09.1921 р. з 1-ї Туркестанської сд в безпосереднє підпорядкування фронту виокремлювалася 1-ша Туркестанська стрілецька бригада, яку розміщували в Закаспії, її штаб виконував функції штабу військ всієї Туркменської області (цим же наказом на штаб 1-ї Туркестанської сд поклали функції штабу військ Самаркандської області).
Згідно з наказом по військах фронту № 948/389 від 12.07.1922 р. 1-ша Туркестанська стрілецька бригада була розгорнута в 1-шу Туркестанську сд, її управління виконувало функції штабу військ Туркменської (колишньої Закаспійської) області (натомість існуюче на той час управління 1-ї Туркестанської сд перетворювалося на управління заново створюваної 3-ї Туркестанської сд). Формували нову 1-шу Туркестанську сд у м. Полторацьк. Першим командиром дивізії став Сергій Тумошков. Саме 12 липня 1922 р. вважалося офіційною датою заснування 128-ї дивізії. З жовтня 1922 р. дивізія входила до складу 13-го стрілецького корпусу.
У 1921-22 рр. підрозділи бригади, а відтак дивізії залучені до ліквідації басмачів у Самаркандській області. У 1923-26 рр. дивізія бере активну та успішну участь у боях з басмачами в районі Середньої Бухари та Ферганській долині. У 1924-25 рр. з огляду на сильну посуху та некомпетентність дій місцевої влади басмацький рух знову набирає силу, особливо в Таджикистані, де його очолює Ібрагім-бек, озброєний англійською розвідкою. Але вже навесні 1925-го його війська були розгромлені підрозділами Червоної Армії, у тому числі 1-ю Туркестанською сд. Ліквідація залишків загонів басмачів була доручена міліції та загонам місцевої самооборони, натомість армійські підрозділи повернули до місць їх постійної дислокації. Згідно з наказом Реввоєнради СРСР № 304 від 04.06.1926 р. Туркестанський фронт був перетворений на Середньоазіатський військовий округ (ВО).
1-ша Туркестанська сд отримала за успішну боротьбу з басмачами Почесний Червоний Прапор ЦВК, на той час фактично вищу відзнаку для військової частини. Розвідувальна та саперна роти дивізії у 1923 р. були відзначені орденами Червоного Прапора Туркменії, батальйон 2-го Туркестанського стрілецького полку — Червоним Прапором Хорезмської республіки. У радянські часи в музеях деяких полків дивізії ще можна було побачити трофейну зброю басмачів та нагороди за боротьбу з ними.

### Міжвоєнний період
З 1925 р. дивізія дислокувалась у Таджикистані. Відтак її переводять у Киргизстан, згодом — у Туркменістан. Стратегічним призначенням з'єднань Середньоазійського ВО був захист південних кордонів СРСР. У 1929 р. дивізія була реорганізована у 1-шу Туркестанську гірську. Гірськострілецькі дивізії Червоної Армії призначалися для ведення бойових дій у гірських, пустельних та важкодоступних місцях з нерозвинутою сіткою доріг, як правило, в умовах ізольованого чи частково ізольованого театру воєнних дій (ТВД). Вони вирізнялися особливою організацією частин та підрозділів, спеціальним оснащенням, озброєнням, специфікою підготовки особового складу і мали по 3-4 гірськострілецьких та 1-2 артилерійських полків, окремий зенітний дивізіон, батарею протизенітних гармат та кавалерійський ескадрон, інші підрозділи. Бійці з'єднання отримували спеціальну гірськострілецьку підготовку, охороняли держкордон з Персією (Іраном). У 1932 р. підрозділи дивізії залучали до боротьби з басмачами в Хівіно-Ташаузькому районі.
Це була так звана кадрована дивізія, тобто вона мала скорочену чисельність командного та червоноармійського складу, а при мобілізації поповнювалися до штатів воєнного часу шляхом призову навчених контингентів з запасу. Згідно з наказом Наркомату оборони (НКО) СРСР № 072 від 21.05.1936 р. дивізія перейменована на 83-ю Туркестанську гірську стрілецьку дивізію (також зустрічаються такі дати зміни номера дивізії як 01.07.1935 р. та 01.07.1936 р.), за наказом НКО № 0150 від 16.07.1940 р. — у 83-ю гірськострілецьку Туркестанську дивізію.
Згідно з директивою Наркомату оборони СРСР № 4/2/54080 від 07.12.1939 р. 83-тя гсд була переведена на нові штати чисельністю 4550 чоловік, згодом її чисельність була збільшена вдвічі. Станом на 01.11 1940 р. 83-тя гсд нараховувала: командного складу — 356 осіб, політичного — 105, начальницького — 220, молодшого начальницького — 1133, рядового — 7386. Разом — 9200 осіб. На її озброєнні було: гвинтівок — 7099; кулеметів ручних — 278, станкових — 87, зенітних — 12; гармат 45-мм — 8, 76-мм гірських — 64, 122-мм гаубиць — 8, 50-мм — 52, 82-мм — 26, 107-мм — 12. Дивізія мала 2318 коней (верхових — 942, артилерійських — 975, обозних — 401); автомобілів легкових — 6, вантажних — 77, спеціальних — 44, тракторів — 16.
У 1930-ті роки дивізієї командували:
- 12.11.1931 — січень 1933 — Іван Єфимович Петров (під час німецько-радянської війни — командувач обороною Одеси, один з керівників оборони Севастополя, командувач Північно-Кавказького, 2-го Білоруського, 4-го Українського фронтів, у 1945-52 рр. — командувач Туркестанським ВО, згодом, зокрема, обіймав посади першого заступника головнокомандувача Сухопутних військ (СВ), головного інспектора МО СРСР)
- 1933—1935 — відомості відсутні
- 1935-37 — Всеволод Яковлєв (згодом командир 19-го стрілецького корпусу, заступник командувача військами БВО та ОЧДСА, командувач військами ЗабВО та КалВО, заступник командувача КОВО)
- з 17 лютого 1938 р. — Фоменко Сергій Степанович (з 1930 р. він був начальником штабу дивізії), уродженець м. Шпола Черкаської області (у 1941-47 рр. — командувач 36-ї армії Забайкальського фронту)

### Друга світова війна

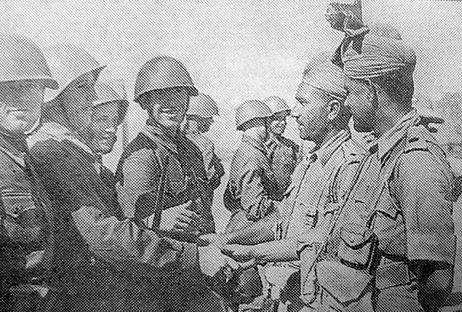
Радянські та британські військові в Ірані

На момент початку Німецько-радянської війни до складу 83-ї гірськострілецької дивізії (місця дислокації — Ашхабад, Красноводськ) 58-го стрілецького корпусу Середньоазійського ВО належали 45-й, 100-й (перейшов до складу дивізії 22.08.1941 р. з 68-ї гсд), 150-й Червонопрапорний Туркестанський, 230-й Червонопрапорний Туркестанський (виключений зі складу дивізії 22.08.1941) та 428-й гірськострілецькі полки, а також 67-й артилерійський полк, 568-й гаубичної артилерії полк (станом на листопад 1942 р. був виведений зі складу дивізії), 86-й окремий винищувальний протитанковий дивізіон, 42-й окремий кавалерійський ескадрон (у деяких джерелах під цим номером вказано розвідбатальйон), 139-й окремий саперно-понтонний батальйон, 137-й окремий батальйон зв'язку, 151-й окремий автотранспортний батальйон, 40-й медично-санітарний батальйон, 555-та окрема рота хімзахисту. Згодом, станом на листопад 1942 р., до них додадуться 128-ма похідна хлібопекарня (48-й похідний хлібозавод), 659-й дивізійний ветеринарний лазарет, 208-ма польова поштова станція, 218-й польовий пересувний шпиталь.
25 серпня 1941 р. Ставка ВГК видала Директиву № 001196 для командувача військами СаВО «О формировании и вводе в Иран 53-й Отдельной Армии». Згідно з директивою створювалася 53-тя Окрема Середньоазійська армія. Конкретно 83-тя гсд до 26 серпня мала розгорнутися на кордоні з Іраном на Ашхабад-кучанському напрямі в районі Гаудана, гори Асельми, Яблоновського. До 27 серпня вона, разом з іншими частинами 53-ї армії, мусила забезпечувати кордон з Іраном, не допускаючи прориву противника на радянську територію. Відтак — перейти кордон та оволодіти низкою населених пунктів, у подальшому — бути готовою до наступу на Тегеран.
27 серпня 1941 р. дивізія у складі 53-ї армії, в якій вона виконувала роль Центрального угруповання, перейшла кордон. Ось як згадував ті події розвідник 83-ї гсд Федір Галімов: «Наши полки шли по безводной степи, пересекали песчаные и каменистые пустыни. Некоторые не выдерживали жары и падали в обморок. Падали и лошади. Среди бойцов появились больные холерой. В Тебризе, Тегеране, Куме (Моку) нас встречали пустые улицы — все жители сидели дома. Ликвидируя немецкие десанты, мы вышли к берегу Каспия и ждали нового приказа, но его так и не последовало». Дивізія просувалася вглиб Ірану до середини вересня. Тоді ж аналогічну операцію на півдні Ірану виконували війська Великої Британії.
Згідно з даними російського історика М. Черепанова, 12 липня 1941 р. командир 83-ї дивізії генерал-майор С. Байдалінов був заарештований за звинуваченням у порушенні наказу НКО № 00412 (хоча на сайті «РККА» вказано, що він обіймав цю посаду до листопада 1941 р.). Про що йшлося в тому наказі, дізнатися з відкритих джерел не вдалося. Комдив був розстріляний (реабілітований рішенням Військової прокуратури СРСР від 30.10.1958 р.). З іншого боку — вказаний дослідник стверджує, що 83-тя гсд перейшла кордон з Іраном вже 22 червня 1941 р. (що не підтверджується іншими доступними джерелами) й припускає, що саме за самовільний перехід у наступ й було покарано Байдалінова. Повністю відкидати цю версію не можна, позаяк у деяких джерелах вказується, що під час вступу в Іран у серпні дивізією командував вже О. Лучинський.
83-тя дивізія охороняла ірансько-радянський кордон та проводила окупацію північного Ірану до жовтня 1942 р. Місцем дислокації дивізії у той час було м. Мешхед. Після цього дивізію переводять у резерв Ставки ВГК та спрямовують на Північний Кавказ, де Вермахт в той час наступав до нафтових родовищ Баку. 83-тя перебувала в діючій армії з 11 листопада 1942 р. по 11 травня 1945 р.
16 жовтня 1942 р. 83-тя гсд вирушила з Мешхеда, до 3 листопада вона прибула в район бойових дій та була зосереджена біля Туапсе як резерв Чорноморської групи радянських військ. На той момент кожен з чотирьох гірськострілецьких полків дивізії складався з 3-х гірськострілецьких рот, роти автоматників, роти 82-мм мінометів, саперної роти, 76-мм гірсько-в'ючної артбатареї, взводів зв'язку та кінної розвідки.
26 жовтня 1942 р. 83-тя гсд вступила у перший бій. 22 листопада 1942 р. дивізія була передана у підпорядкування 18-й армії. Долаючи запеклий опір противника, зазнаючи значних втрат від ворожої авіації, 83-тя вперто просувалася вперед, долаючи ще й складний рельєф місцевості в непростих умовах кавказької зими. Особливо відзначилися в тих боях 428-й гірськострілецький полк, артилеристи дивізії.
З 1 січня 1943 р. гірські стрільці дивізії визволяють Кубань у складі 56-ї армії. Дивізія успішно діяла на Таманському півострові, воювала під Туапсе та проривала добре укріплену «Блакитну лінію» гітлерівців. У мемуарах «Битва за Кавказ» А. Гречко відзначив внесок 83-ї та її командира О. Лучинського в зриві планів гітлерівців щодо прориву до Туапсе. У наказі Верховного Головнокомандувача № 31 від 9 жовтня 1943 р. було відзначено особливі заслуги 83-ї гсд при визволенні Таманського півострова. Цим же наказом з'єднання було перетворено на 128-му гвардійську Туркестанську гірськострілецьку дивізію. Вона входила до складу 3-го гірськострілецького корпусу (з травня 1943 р. по травень 1944 р. ним командував О. Лучинський).
22 жовтня 1943 р. частинам дивізії була присвоєна нова нумерація. Тепер до 128-ї входили 315-й, 319-й, 323-й та 327-й гвардійські гірськострілецькі полки, 331-й гвардійський артилерійський полк, 114-й гвардійський окремий винищувальний протитанковий дивізіон, 39-й гвардійський окремий зенітний артилерійський дивізіон, 109-та гвардійська розвідувальна рота, 119-й гвардійський саперний батальйон, 150-й гвардійський окремий батальйон зв'язку, 118-й медсанбат, 112-та гвардійська окрема рота хімзахисту, 111-та автотранспортна рота, 107-ма похідна хлібопекарня, 115-й дивізійний ветеринарний лазарет, 208-ма польова поштова станція, 218-та польова каса Держбанку.
28 грудня 1943 р. дивізія форсувала Керченську протоку та почала визволення Кримського півострова, визволяла Севастополь. 128-ма розгромила частини 98-ї піхотної дивізії Вермахту та 3-ї румунської піхотної дивізії. За ці бої вона була нагороджена орденом Червоного Прапора (24 квітня 1944 р.), а її 327-й стрілецький полк здобув почесне найменування «Севастопольський». Комдив М. Колдубов був нагороджений орденом Кутузова ІІ-го ступеня та отримав звання генерал-майора. З травня по серпень 1944 р. дивізія, дуже послаблена у боях за Крим, проходить під Севастополем переформування. 6 серпня в Ялті відкрився відновлений бійцями 128-ї гв гсд та жителями міста театр ім. Чехова, знищений під час окупації.
8 серпня дивізія починає перебазування під Станіслав (нині — м. Івано-Франківськ). У складі 3-го гірськострілецького корпусу вона входить у підпорядкування 4-го Українського фронту. До середини серпня дивізія завершила переформування, перейшла на нові штати. У частинах 128-ї гсд готувались до боїв в умовах гірсько-лісистої місцевості. У складі дивізії замість чотирьох полків ротного складу було сформовано три полки двобатальйонного складу. Кожен полк отримав по роті автоматників, розвідки, протитанкових рушниць, саперів, транспортній, санітарній, по батареї 76-мм гірських гармат та 107-мм мінометів і взвод зв'язку. Батальйон складався зі стрілецьких, кулеметної, мінометних рот і взводу зв'язку. Чисельність стрілецької роти сягнула 110 чоловік. Змінилося озброєння: половина бійців та всі командири отримали автомати, решта червоноармійців замість рушниць отримала карабіни. 1 серпня дивізія була підпорядкована 18-й армії (політвідділ саме цієї армії очолював полковник Л. І. Брежнєв). У боях за визволення Закарпаття 331-й гвардійський артилерійський полк отримав почесне найменування «Карпатський» (наказ ВГК № 198 від 18.10.1944), ще один стрілецький полк дивізії став «Ужгородським» (наказ ВГК № 207 від 27.10.1944 р.).

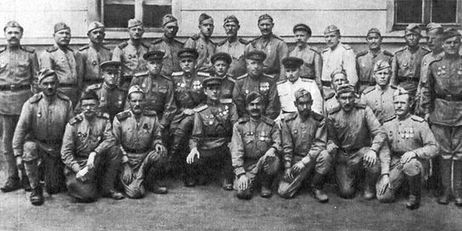
Червоноармійці та командири 327-го гв гсп (1945)

У ніч на 18 вересня дивізія перетнула радянсько-польський кордон, у районі м. Санок вона була передана 1-й гвардійській армії, якою командував генерал А. Гречко (згодом 128-ма отримає його ім'я). Дивізія вела бої за визволення одночасно Польщі та Словаччини (тут її підрозділи були спрямовані на допомогу Словацькому національному повстанню). 21 вересня бійці 315-го та 327-го гв. гсп визволили перший населений пункт Словаччини — с. Каленов і розгромили німецький полк. Бої були вкрай запеклими. Наприклад, 14 жовтня одна з рот 327-го гв. гсп у багнетній атаці зуміла захопити панівну висоту біля с. Звала. Після загибелі командира солдатів очолив командир відділення гвардії сержант кубанець Василь Головань. 13 годин гвардійці відбивали атаки більших сил гітлерівців. За цей бій В. Голованю було посмертно присвоєно звання Героя Радянського Союзу, його навічно внесли до списків особового складу військової частини.
У листопаді-грудні 1944 р. дивізія вела бої на кошицькому напрямі. У січні 1945 р. 327-й гв. гсп захопив опорний пункт у Польщі — Живец Стар, заслужив високу оцінку А. Гречка. У березні дивізія визволила польське місто Бельсько-Бяла. Тим буремним подіям присвячено книгу політпрацівника 327-го гв. гсп В. Малкіна «Карпатські орли». Цікаво, що начальником артилерії дивізії в цей час був Христофор Іванян, який у 1990-х роках був першим заступником командувача Армії оборони самопроголошеної Нагірно-Карабахської республіки.
У березні-травні 1945 р. 128-ма гв. гсд брала участь у Моравсько-Остравській наступальній операції. Це були криваві бої — гітлерівці щосили захищали цей стратегічно важливий для них промислово-металургійний район Чехословаччини. Особливо великих втрат дивізія зазнала в боях за м. Моравська Острава, звільнене 30 квітня. 8 травня 1945 р. 128-ма гв. гсд штурмом взяла великий промисловий центр та стратегічний залізничний вузол — м. Оломоуц, зірвала тим плани гітлерівців організовано відступити на захід до зони, вже окупованої американськими військами. Наказом Верховного Головнокомандувача № 365 було оголошено подяку за взяття Олмоуца, Москва салютувала звитяжцям 12 артилерійськими залпами зі 124 гармат — це був останній салют війни, присвячений визволенню міста. Після перемоги підрозділи дивізії продовжували воювати до 12 травня, переслідуючи війська фельдмаршала Фердинанда Шернера (на той момент — головнокомандувача сухопутними військами Рейха), що відмовилися капітулювати. Відтак 128-ма перейшла на таборове становище з активною бойовою підготовкою. Група її бійців на чолі з комдивом М. Колдубовим взяла участь у Параді Перемоги в Москві. 29 червня 1945 р. Колдубову було присвоєно звання Героя Радянського Союзу.
Телефоніст взводу зв'язку, а пізніше — командир кулеметного розрахунку 315-го гв. гсп 128-ї гв. гсд гвардії рядовий Хабібулла Якін у боях у Чехословаччині став повним кавалером ордену Слави (орден 1-го ступеня № 824 був вручений за указом Президії ВР СРСР від 29.06.1945 р.). Згодом він став героєм документальних фільмів «Сільський вчитель» та «Йшов солдат», знятих відомим письменником К. Симоновим. Останній фільм здобув перший приз — «Золотого голуба» на Лейпцизькому кінофестивалі. Загалом 14 бійців дивізії стали під час німецько-радянської війни Героями Радянського Союзу, 18 (в інших джерелах — 19) солдатів і сержантів стали повними кавалерами Ордену Слави.

### Від Перемоги до розпаду СРСР
У червні 1945 р. дивізія отримала наказ повертатися на Батьківщину. 20 липня 327-й гв. гсп (у пішому марші, з обозами він подолав близько 1000 км) першим урочисто, з розгорнутим прапором, увійшов до Ужгороду. Командир корпусу генерал-майор Вєдєнін склав рапорт голові Народної Ради Закарпатської України (на той час — вищого керівного органу на Закарпатті) Івану Туряниці. Дивізія увійшла до складу 38-ї загальновійськової Червонопрапорної армії Прикарпатського Червонопрапорного військового округу (ПрикВО). Підрозділи дивізії були розташовані в Мукачевому, Ужгороді, Береговому, Сваляві, Перечині.
15 листопада 1955 р. (за іншими даними — 4 серпня 1954 р.) 128-ма гв. гсд перейшла на штат стрілецької дивізії, після цього був розформований 323-й гв. гсп. Станом на жовтень 1956 р. до 128-ї входили 315-й, 319-й та 327-й гвардійські стрілецькі полки, 398-й гвардійський танко-самохідний полк, 331-й гвардійський артилерійський полк, 114-й окремий гвардійський протитанковий винищувальний артилерійський дивізіон, 73-й окремий гвардійський розвідувальний батальйон, 150-й окремий гвардійський батальйон зв'язку та 284-я окрема рота хімзахисту. Комдивом тоді був полковник М. А. Горбунов.
Цікавий факт — 128-ма дивізія, імовірно, єдине у світі з'єднання такого порядку, яке практично повністю знялося в кіно. А саме — у відзначеній Оскаром кіноепопеї Сергія Бондарчука «Війна і мир», батальні сцени якої знімали в Закарпатті. При цьому гвардійці «воювали» і за французькі, і за російські війська.

#### Вторгнення в Угорщину
О 23.00 23 жовтня 1956 р. дивізію підняли по бойовій тривозі. Перед нею та ще однією дивізією зі складу ПрикВО — 11-ю гвардійською механізованою було поставлено завдання увійти на територію Угорщини та зайняти великі адміністративні центри на сході країни — Дебрецен, Ясберень та Сольнок. У ніч на 24 жовтня стрілецький корпус ПрикВО у складі вказаних двох дивізій перетнув радянсько-угорський кордон. Вже ввечері 25 жовтня передові підрозділи дивізії підійшли до угорської столиці.
Дивізію було тимчасово включено до складу Особливого корпусу (так іменувалося угрупування радянських військ у цій країні), який мав діяти «по восстановлению порядка в Венгрии». 3 листопада вночі командир Особливого корпусу П. Н. Лащенко на підставі наказу Головнокомандувача Об'єднаними Збройними силами країн-учасниць Організації Варшавського Договору маршала І. Конєва та згідно з планом операції «Вихор» наказав підлеглим частинам, у тому числі 128-й гвардійській дивізії, почати штурм угорської столиці о 5.50 ранку 4 листопада. Конкретно 128-й було доручено опанувати західну частину Будапешту (Буду), зайняти Центральний командний пункт ППО, площу Москви, гору Геллерт, фортецю, блокувати казарми та не допустити підходу до міста «заколотників» з заходу. Дивізія штурмувала Королівську фортецю та палац на Замковій горі, захопила аеродром Будаерш, казарми школи зв'язку та роззброїла механізований полк 7-ї угорської мехдивізії.
15 грудня 1956 р. згідно з директивою головкому Сухопутних військ від 24.11.1956 р. та наказом командуючого 38-ю армією від 06.12.1956 р. до складу дивізії було включено 149-й гвардійський механізований Ченстоховський ордену Червоної Зірки полк. Він був створений 18 травня 1941 р. у м. Первомайськ (Миколаївська область) як 6-та повітряно-десантна бригада. Бойове хрещення бригада отримала 7 серпня — в контрударі під Каневом. Воювала на вороніжському, харківському напрямах, на Дону, брала участь у Сталінградській та Курській битвах, визволяла Україну й Польщу, була учасниками Берлінської та Празької операцій.
Після ліквідації антикомуністичних заворушень та створення в Угорщині Південної групи радянських військ 128-ма повернулася у травні 1957 р. до місць постійної дислокації у Закарпатті (149-й гв. мсп був виведений з Угорщини у липні 1958 р.). У відкритих джерелах вказуються прізвища 6 офіцерів та 35 солдатів і сержантів 128-ї, які загинули в Угорщині 1956 року. Двом з них — командиру мотоциклетного взводу 73-го гв. орб старшому лейтенанту Івану Карпову та начальнику постачання ПММ 315-го гв. сп капітану Григорію Моісеєнкову 18 грудня 1956 р. було посмертно присвоєно звання Героя Радянського Союзу.

1957 р. дивізія перейшла на штат мотострілецької й замість 319-го гвардійського Севастопольського Червонопрапорного сп (його перевели до складу 30-ї гв. тд) створили 487-й мп. У 1950-ті рр. до складу дивізії також належав 2115-й артполк (згодом отримав номер 983).

## Командування
- 05.05.1939 — 01.11.1941 — полковник (з 04.06.1940 — генерал-майор) Байдалінов Сергій Артемович
- 02.11.1941 — 04.03.1943 — полковник Лучинський Олександр Олександрович, уродженець Києва (в деяких джерелах вказано, що обійняв цю посаду у квітні 1941 р.)
- 05.03.1943 — 18.03.1943 — полковник Морозов Павло Іванович
- 19.03.1943 — 25.03.1943 — полковник Скородумов Євген Миколайович
- 26.03.1943 — 28.04.1943 — генерал-майор Лучинський Олександр Олександрович (згодом — командуючий арміями, заступник Головнокомандувача Групою радянських окупаційних військ у Німеччині, у 1949-53 рр. — командуючий Ленінградським ВО, у 1953-58 рр. — Туркестанським ВО, відтак — 1-й заступник командуючого Білоруським ВО, 1-й заступник Головного інспектора МО СРСР; генерал армії)
- 29.04.1943 — 29.05.1943 — полковник Чудаков Микола Васильович
- 30.05.1943 — 09.06.1943 — підполковник Мєльніков Дмитро Іванович
- 10.06.1943 — 24.09.1943 — полковник Батлук Никифор Єфимович
- 25.09.1943 — 11.05.1945 — полковник, 09.10.1943 — гвардії генерал-майор Колдубов Михайло Ільїч

## Матеріали
- З історії 128-ї гвардійської механізованої Туркестансько-Закарпатської двічі Червонопрапорної дивізії. 23 лютого 2009. Архів оригіналу за 29 листопада 2012. Процитовано 23 лютого 2018.